# Kowalstwo

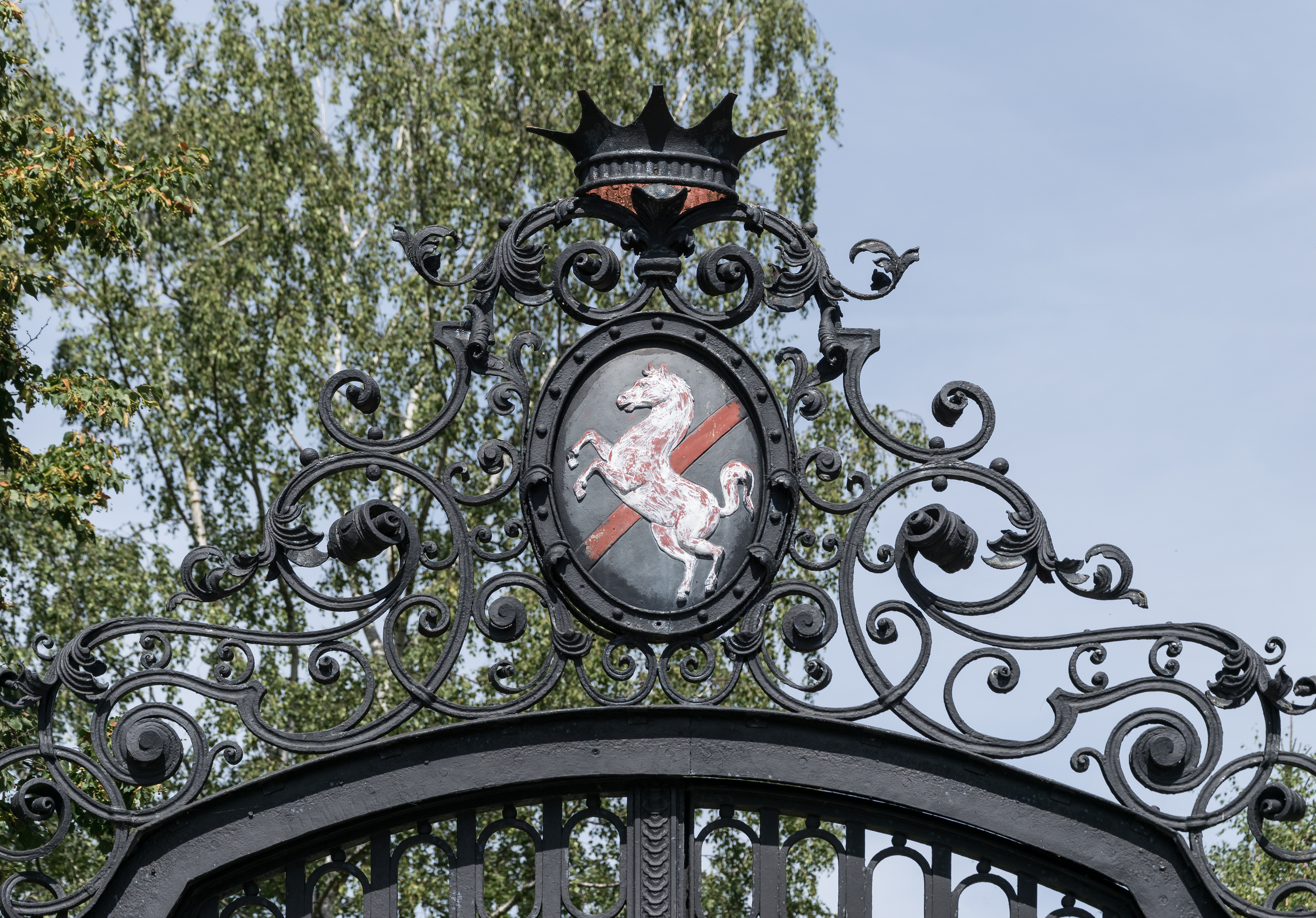
Fragment ręcznie kutej bramy Pałacu w Jeleniowie

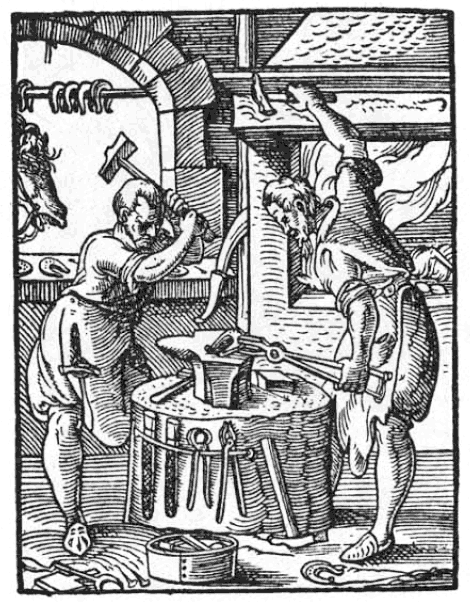
Kowalstwo w XVI wieku

Kowalstwo – rzemiosło wykonywane przez kowala, przy użyciu narzędzi kowalskich. Polega na wytwarzaniu przedmiotów przez kucie. Miejsce pracy kowala nazywane jest kuźnią.
Podstawowe wyposażenie kuźni:
- Palenisko – umożliwia ogrzanie metalu do temperatury, która pozwala na łatwiejszą obróbkę.
- Kowadło – zajmuje zwykle centralne miejsce kuźni. Jest to duży blok twardego żelaza lub stali, specjalnie ukształtowany, na którym kładzie się metal poddawany obróbce.
- Młotek – zwykle jest ich kilka. Różnią się wielkością i ciężarem. Służą do nadawania kształtu metalowi.
- Kleszcze – służą do chwytania rozgrzanego metalu, oraz przytrzymywania go na kowadle w czasie obróbki młotkiem.
- Fartuch i rękawice – służą do ochrony ciała.

Kowalstwo, od czasu wytopu metalu z rud metali, stało się jednym z najważniejszych zawodów wykonywanych przez człowieka. Kowalstwo było cenione we wszystkich kulturach, którym znany był sposób na pozyskanie metalu. W średniowieczu z kowalstwa wyodrębniło się ślusarstwo wykonujące obróbkę metalu na zimno.